# Ileana Filipescu
Ileana Filipescu (n. 14 februarie 1940 - 2006),   a fost deputat român în legislatura 1996-2000, aleasă în județul Mureș pe listele partidului USD-PD. Ileana Filipescu a studiat la conservatorul „Ciprian Porumbescu” din București. În timpul mandatului său în Parlament, Ileana Filipescu a participat activ la relațiile internaționale, fiind membră a grupurilor parlamentare de prietenie cu Statul Israel și Georgia. Prin aceste roluri, a contribuit la consolidarea legăturilor diplomatice, la promovarea înțelegerii reciproce și la promovarea cooperării bilaterale dintre România și cele două țări.